# Geprägte Zeiten
Geprägte Zeiten sind Zeiten im Kirchenjahr, deren Liturgie mit der Feier eines der beiden christlichen Feste Weihnachten und Ostern oder deren Vorbereitung – dem Advent und der Fastenzeit – verbunden (von ihr geprägt) ist. Die geprägten Zeiten unterscheiden sich damit von der Zeit im Jahreskreis. 
In den liturgisch geprägten Zeiten sind, außer an Festen der Heiligen, die Texte und Orationen der Heiligen Messe und des Stundengebetes ganz auf das Festgeheimnis der jeweiligen Zeit bezogen. Die liturgische Farbe richtet sich nach dem Charakter der Zeit: violett für die beiden Bußzeiten Advent und Fastenzeit, weiß in den Festzeiten von Weihnachten und Ostern.